# Пецоло (Бергамо)
Пецоло је насеље у Италији у округу Бергамо, региону Ломбардија.
Према процени из 2011. у насељу је живело 139 становника. Насеље се налази на надморској висини од 1206 м.